# 플래닝
플래닝(planning) 또는 계획 세우기는 원하는 목표를 달성하는 데 필요한 활동에 관해 생각하는 과정이다. 플래닝은 정신적 시간여행의 기본 능력인 선견지명에 기초한다. 일부 연구자들은 미리 생각하는 능력인 사전 사고의 진화를 인류의 진화의 원동력으로 간주한다. 플래닝은 지능적인 행동의 기본 속성이다. 여기에는 원하는 결과뿐만 아니라 해당 결과를 달성하는 데 필요한 단계를 시각화하기 위한 논리와 상상력의 사용도 포함된다.
플래닝의 중요한 측면은 예측과의 관계이다. 예측은 미래가 어떤 모습일지 예측하는 것을 목표로 하고, 플래닝은 미래가 어떤 모습일지 상상하는 것이다.
확립된 원칙에 따른 플래닝은 - 특히 20세기 초 이후 - 특히 경영 및 비즈니스와 같은 분야에서 많은 전문 직업의 핵심 부분을 형성한다. 사람들이 계획을 개발하고 나면 진행 상황, 효율성 및 효과를 측정하고 평가할 수 있다. 상황이 바뀌면 계획을 수정하거나 포기해야 할 수도 있다.
플래닝 개념의 인기를 고려하여 일부 지지자들은 계획할 수 없는 상황에 대한 플래닝을 옹호한다.

## 심리학
플래닝은 의사: 어떤 작업을 할지 결정하는 것; 끈기: 어려움에 직면하여 목표를 향해 나아가는 것; 그리고 유연성: 구현에 따라 접근 방식을 조정하는 방식으로 모델링되어 왔다.(p. 89) 구현 의사는 특정 시간이나 장소에서와 같이 개인이 목표와 상관관계가 있다고 믿는 행동의 명세이다. 구현 의사는 마라톤을 달리는 것과 같은 결과를 명시하는 목표 의사와 구별된다.(p. 89)

## 신경학

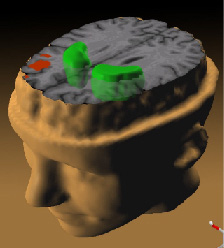
기저핵의 일부인 줄무늬체; 줄무늬체와 전두엽 사이의 신경 경로가 플래닝 기능에 관여한다.

플래닝은 뇌의 집행 기능 중 하나로, 원하는 목표를 달성하기 위한 일련의 생각과 행동을 형성, 평가 및 선택하는 데 관련된 신경학적 프로세스를 포함한다. 신경심리학, 신경약리학, 기능적 신경영상 접근 방식을 조합하여 활용한 다양한 연구들은 플래닝 능력 손상과 전두엽 손상 사이에 긍정적인 관계가 있음을 시사한다.
전두엽에 위치한 중측배외측 전두피질 내의 특정 영역은 인지 플래닝과 작업 기억과 같은 관련 집행 특성 모두에서 본질적인 역할을 하는 것으로 밝혀졌다.
이 전두피질 영역과 기저핵, 특히 줄무늬체 (피질선조체 경로) 사이의 신경 경로가 외상성 뇌손상이나 신경퇴행성 질환의 영향과 같은 다양한 메커니즘을 통해 교란되면 정상적인 플래닝 기능에 필요한 프로세스가 방해될 수 있다.
초저체중(1500그램 미만) 및 극초저체중으로 태어난 개인은 플래닝 능력을 포함한 다양한 인지 결함의 위험이 더 크다.
플래닝 과정에서 활성화되는 다른 영역은 디폴트 모드 네트워크로, 과거를 기억하고 미래를 상상하는 활동에 기여한다. 이 네트워크는 연합 피질과 변연하 영역을 포함하지만 감각 및 운동 피질은 제외된 분산된 영역 집합으로, 이는 감각 및 운동 영역을 사용하는 능동적인 작업으로 인해 플래닝 과정이 방해될 수 있도록 한다.

### 신경심리학적 검사

네 개의 원반을 이용한 하노이의 탑 애니메이션

피험자와 대조군 간의 플래닝 능력의 차이를 측정하는 데 사용할 수 있는 다양한 신경심리학적 검사가 있다.
- 하노이의 탑은 1883년 프랑스 수학자 에두아르 뤼카가 발명한 퍼즐이다. 이 퍼즐에는 다양한 변형이 있다. 고전적인 버전은 세 개의 막대와 일반적으로 일곱에서 아홉 개의 크기가 점차 작아지는 원반으로 구성된다. 플래닝은 다음 규칙을 준수하며 전체 스택을 다른 막대로 이동시키는 목표를 달성하는 데 필요한 문제 해결 기술의 핵심 구성 요소이다.
  - 한 번에 하나의 원반만 이동할 수 있다.
  - 각 이동은 막대 중 하나에서 가장 위에 있는 원반을 가져와 다른 막대로, 해당 막대에 이미 있을 수 있는 다른 원반 위에 놓는 것으로 구성된다.
  - 더 작은 원반 위에 원반을 놓을 수 없다.[12][13]

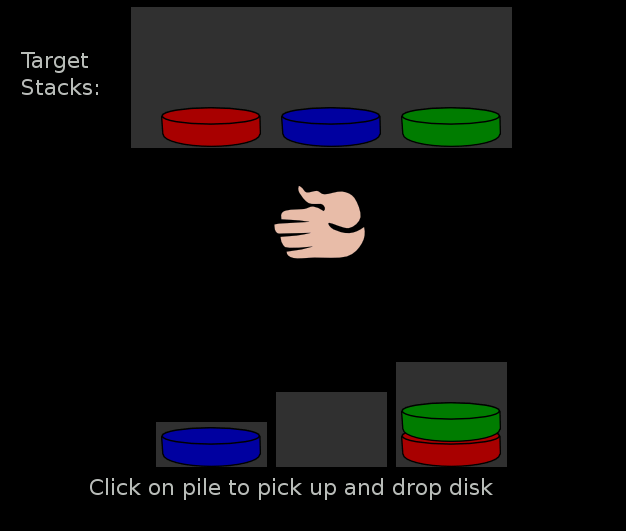
PEBL 심리학 소프트웨어에서 런던 타워 테스트를 실행하는 스크린샷

- 런던 타워 테스트는 특히 전두엽 손상으로 발생할 수 있는 플래닝 결함을 감지하기 위해 팀 셸리스가 1992년에 개발한 또 다른 테스트이다. 왼쪽 전두엽 전방 부위에 손상이 있는 테스트 참가자들은 플래닝 결함(예: 해결을 위해 더 많은 이동이 필요함)을 보였다.

오른쪽 전방 및 왼쪽 또는 오른쪽 후방 전두엽 영역에 손상이 있는 테스트 참가자들은 손상을 보이지 않았다. 런던 타워 해결에 왼쪽 전두엽 전방 부위가 관련되어 있음을 시사하는 결과는 동반 신경영상 연구에서도 지지되었으며, 이 연구들 또한 왼쪽 전두엽 전방 부위의 뇌혈류 감소를 보였다. 이동 횟수에 대해 왼쪽 전두엽 전방 부위에서 유의미한 음의 상관관계가 관찰되었다. 즉 움직임을 계획하는 데 더 많은 시간을 들인 피험자는 왼쪽 전두엽 전방 부위에서 더 큰 활성화를 보였다.

## 플래닝 이론

### 경영

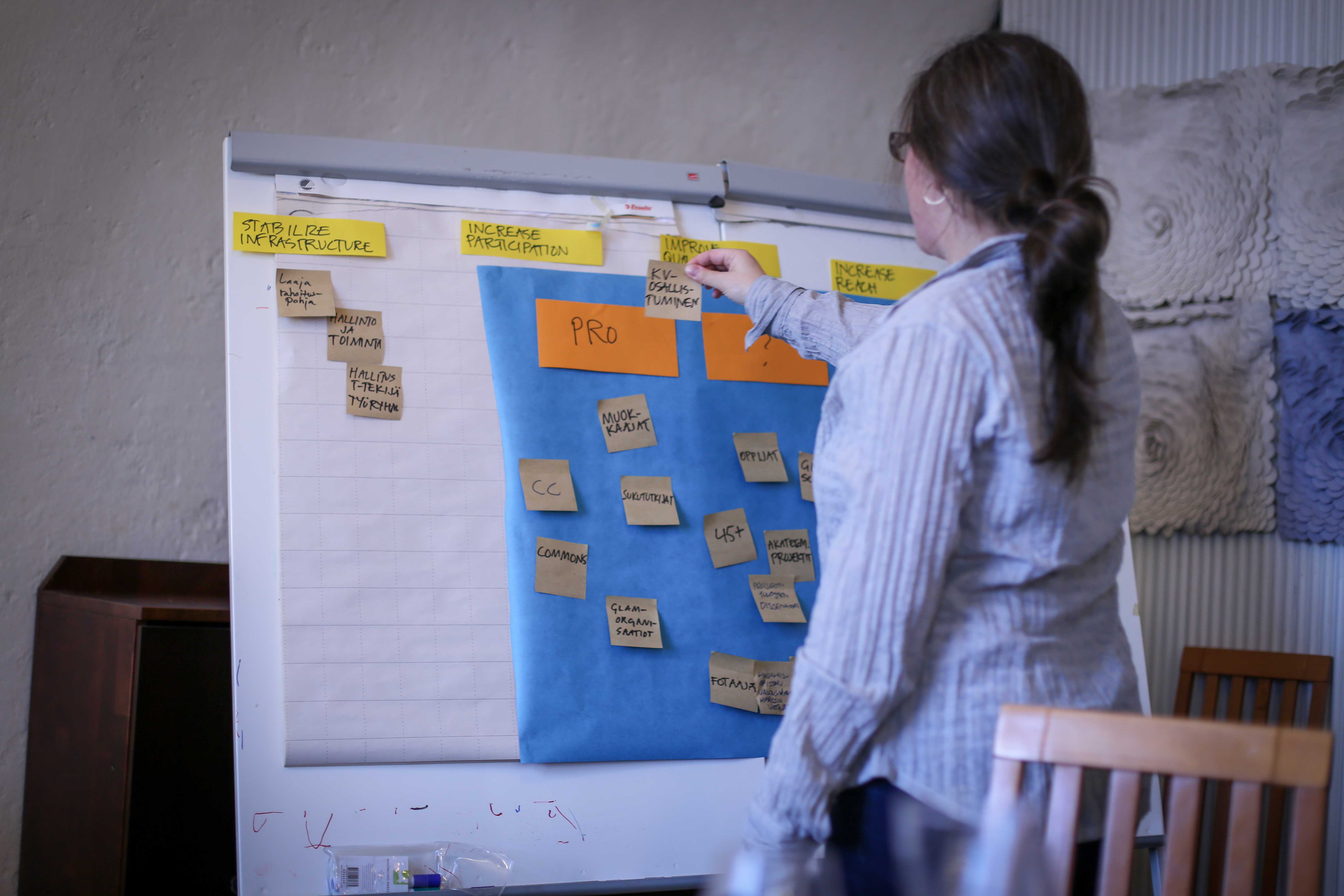
포스트잇 노트를 화이트보드에 붙여 플랜을 구체화하고 있다.

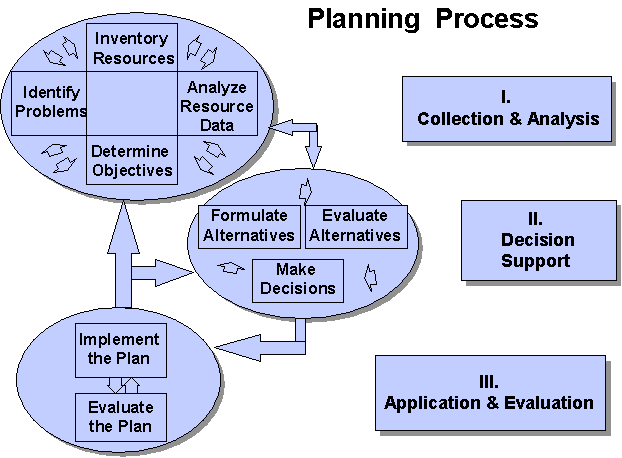
플래닝 프로세스 프레임워크의 예시

패트릭 몬타나(Patrick Montana)와 브루스 차노프(Bruce Charnov)는 세 단계로 구성된 결과 중심의 플래닝 프로세스를 제시한다.
1. 목적지 선택
2. 대안 경로 평가
3. 플랜의 구체적인 경로 결정

조직에서 플래닝은 미래 방향에 대한 목적을 정의하고, 그 목표를 달성하기 위한 임무와 자원을 결정하는 데 관련된 경영 프로세스가 될 수 있다. 목표를 달성하기 위해 경영자들은 사업 계획이나 마케팅 계획과 같은 플랜을 개발할 수 있다. 플래닝은 항상 목적을 가지고 있다. 그 목적은 특정 목표 또는 대상의 달성, 자원의 효율적인 사용, 위험 감소, 조직 및 자산 확장 등을 포함할 수 있다.

### 공공 정책
공공 정책은 법률, 규칙, 결정, 명령 등을 포함한다. 공공 정책은 정책 수립을 통해 사회 문제를 해결하려는 노력으로 정의될 수 있다. 정책은 정부가 우선순위를 둔 사회 문제를 해결하기 위해 특정 목표를 염두에 두고 수립된다.
공공 정책 플래닝에는 환경, 토지 이용, 지역, 도시 및 공간 플래닝이 포함된다. 많은 국가에서 도시 및 지방 플래닝 시스템의 운영은 종종 "플래닝"이라고 불리며, 시스템을 운영하는 전문가들은 "플래너"로 알려져 있다.
이것은 의식적인 활동이자 무의식적인 활동이다. 이것은 복잡성을 처리하는 데 도움이 되는 "예측적 의사결정 프로세스"이다. 대안 중에서 미래의 행동 방침을 결정하는 것이다. 이것은 상호 관련된 의사결정의 각 집합을 만들고 평가하는 과정을 포함한다. 이것은 임무, 목표, 그리고 "지식을 행동으로 전환하는 것"의 선택이다. 계획된 수행은 계획되지 않은 수행보다 더 나은 결과를 가져온다. 관리자의 일은 플래닝, 모니터링, 제어이다. 플래닝과 목표 설정은 조직의 중요한 특성이다. 이것은 조직의 모든 수준에서 이루어진다. 플래닝은 플랜, 사고 과정, 행동 및 구현을 포함한다. 플래닝은 미래에 대한 더 많은 힘을 부여한다. 플래닝은 무엇을 할지, 어떻게 할지, 언제 할지, 누가 할지 미리 결정하는 것이다. 이것은 조직이 있는 곳과 되고자 하는 곳 사이의 간극을 메운다. 플래닝 기능은 목표를 설정하고 논리적 순서로 배열하는 것을 포함한다. 잘 계획하는 조직은 구현 전에 계획하지 않는 조직보다 목표를 더 빨리 달성한다.

### 개인
플래닝은 단순한 전문적인 활동이 아니다. 직업적 발전, 행사 조직, 심지어 바쁜 하루를 보내는 것과 같이 일상생활의 한 특징이다.

## 플래닝의 대안
기회주의는 플래닝을 보완하거나 대체할 수 있다.

## 플래닝의 유형
- 자동 플래닝 및 스케줄링
- 사업 계획
- 중앙 계획
- 협업 계획, 예측 및 보충 (CPFR)
- 종합 계획
- 비상 계획
- 경제 계획
- 엔터프라이즈 아키텍처 계획
- 환경 계획
- 이벤트 플래닝
- 가족 계획
- 재무 플래닝
- 토지 이용 계획
- 조경 계획
- 수업 계획
- 마케팅 계획
- 유지보수
- 네트워크 자원 플래닝
- 운영 계획
- 플래닝 도메인 정의 언어
- 지역 계획
- 부지 계획
- 공간 계획
- 전략 계획
- 승계 계획
- 시간 관리
- 도시 계획

## 같이 보기
- 미래학
- 프로젝트 관리
- 시간 관리